# دو لی
دو لی (انگلیسی: Du Li؛ زادهٔ ۵ مارس ۱۹۸۲) یک تیرانداز اهل چین است که در رشتهٔ تفنگ فعالیت می‌کند. از افتخارات او کسب دو مدال طلای المپیک و یک مدال طلای مسابقات جهانی تیراندازی است.

## افتخارات
لی نخستین مدال جهانی خود را در مسابقات جهانی تیراندازی ۲۰۰۲ کسب کرد و در رشتهٔ تفنگ بادی ۱۰ متر نایب قهرمان شد. سپس در المپیک ۲۰۰۴ آتن در همین رشته به مدال طلا دست یافت و در مسابقات جهانی ۲۰۰۶ قهرمانی خود را تکرار کرد. لی در المپیک ۲۰۰۸ پکن، مدال طلای تفنگ ۵۰ متر سه وضعیت را به دست آورد. در المپیک ۲۰۱۶ ریو در تفنگ بادی ۱۰ متر پس از ویرجینیا ترشر مدال نقره گرفت و در تفنگ ۵۰ متر سه وضعیت به مدال برنز دست یافت.
افزون بر این، لی تاکنون ۴ مدال طلا در فینال جام جهانی تیراندازی و ۲ مدال طلا در بازی‌های آسیایی به دست آورده‌است.